# Drugi rząd Ernsta Koerbera
Drugi rząd Ernsta Koerbera – rząd austriacki, rządzący Cesarstwem Austriackim od 31 października do 20 grudnia 1916.

## Skład rządu
- premier - Ernst Koerber
- rolnictwo – Heinrich Clam-Martinitz
- handel – Franz Stibral
- wyznania i oświata – Max Hussarek
- finanse – Karl Marek
- sprawy wewnętrzne – Erwin Schwartzenbau
- sprawiedliwość – Franz Klein
- roboty publiczne – Ottokar Trnka
- koleje – Ernst Schaible
- obrona krajowa – Friedrich Georgi
- minister bez teki (do spraw Galicji) – Michał Bobrzyński